# Pfarrkirche Sautens

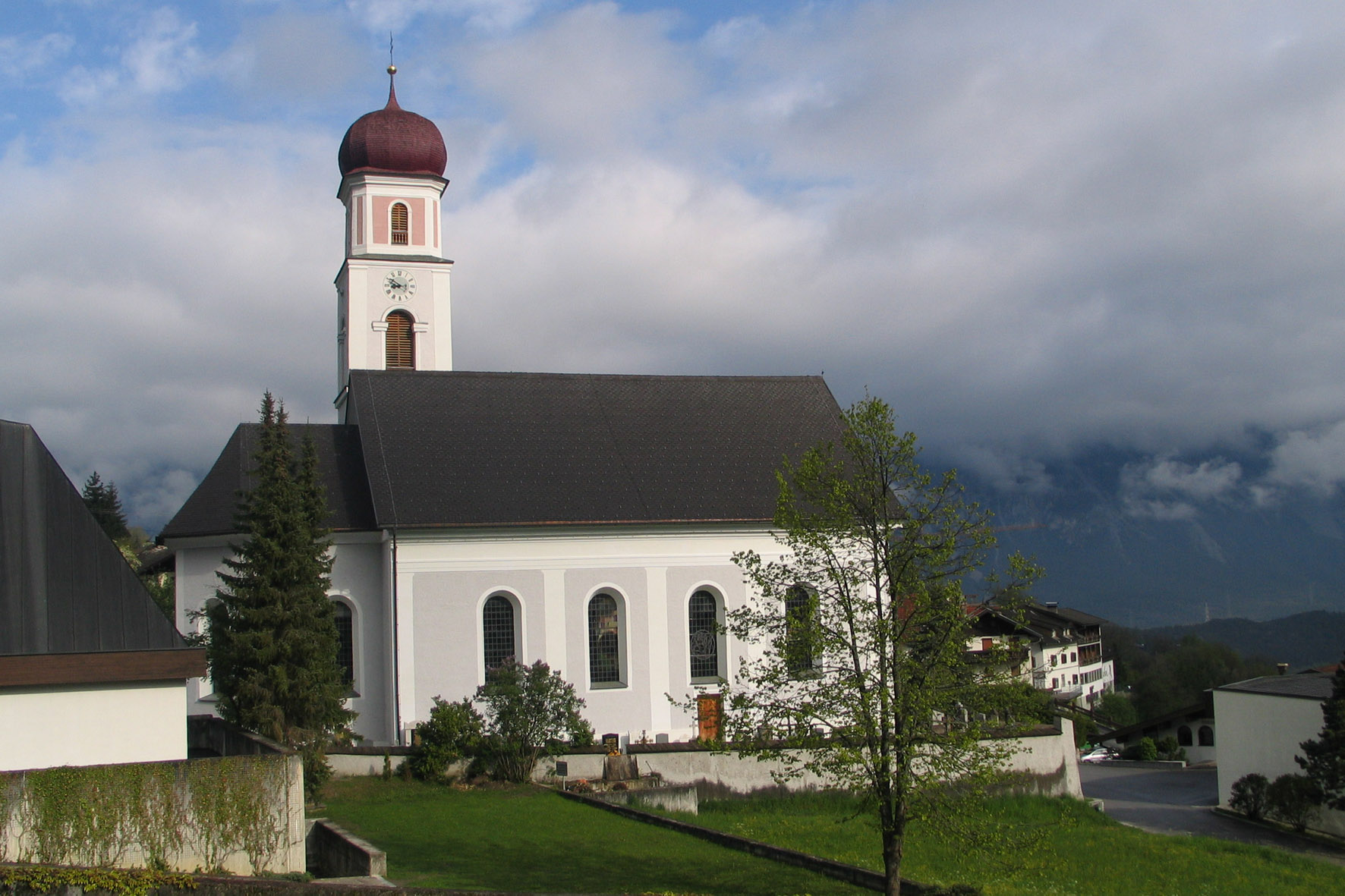
Kath. Pfarrkirche Mariä Heimsuchung in Sautens

Die römisch-katholische Pfarrkirche Sautens steht im Ort Sautens in der Gemeinde Sautens im Bezirk Imst in Tirol. Die Pfarrkirche Mariä Heimsuchung gehört zum Dekanat Silz in der Diözese Innsbruck. Die Kirche gilt als einer der bedeutendsten Sakralbauten des Klassizismus in Tirol und steht unter Denkmalschutz (Listeneintrag).

## Geschichte
Die erste Kirche in Sautens wurde 1517 zu Ehren des hl. Oswald geweiht. Sie wurde mehrmals erweitert, war aber Anfang des 19. Jahrhunderts wieder zu klein. Ab 1825 bemühte sich die Gemeinde daher um eine Vergrößerung. Das Stift Stams, das das Patronat innehatte, verweigerte aber die Übernahme der Baulast. Allerdings war die Patronatszugehörigkeit verworren, sodass die staatlichen Baubehörden die Angelegenheit übernahmen. Kreisingenieur Raimund Besser stellte fest, dass eine Erweiterung nicht ausreichen würde und riet trotz der höheren Kosten zu einem kompletten Neubau an anderer Stelle. Im August 1827 führte eine Kommission einen Lokalaugenschein durch. Daraufhin erstellte Besser die Pläne für einen Neubau am höher gelegenen Westrand des Ortes. Ausgeführt wurde der Bau durch den Vorarlberger Baumeister Josef Simon Moosbrugger. Am 26. Mai 1828 wurde der Grundstein gelegt, am 24. August 1830 erfolgte die Benediktion und am 24. Mai 1831 die Konsekration der Kirche. Die alte Kirche wurde daraufhin profaniert und an die Gemeinde verkauft.
Sautens war ursprünglich eine Filiale von Oetz, wurde 1786 Lokalkaplanei und 1891 zur selbständigen Pfarre erhoben.

## Architektur
Der spätklassizistische einheitliche Kirchenbau ist vom Friedhof umgeben. An das vierjochige Langhaus schließt im Südwesten der einjochige, eingezogene, polygonal geschlossene Chor an. Langhaus und Chor sind über breiten Gesimsen mit Rundbogenfenstern gegliedert. An der Eingangsfassade im Nordosten befindet sich das Hauptportal mit Ädikularahmung, darüber ist eine Inschriftkartusche angebracht. Vier toskanische Pilaster tragen ein Gebälk mit Triglyphenfries, über dem ein Dreiecksgiebel ansetzt, der ein Lünettenfenster aufnimmt. Der im Norden an Langhaus und Chor anschließende Turm wird durch Putzbänder und Gesimse gegliedert. Er weist rundbogige Schallfenster und darüber liegende Ziffernblätter auf, darüber befindet sich ein achteckiger Aufsatz mit Zwiebelhaube.
Im Inneren ist der Saalraum einheitlich durch ionische Pilaster gegliedert, die ein umlaufendes Gebälk mit Eierstab und Palmettenornament tragen. Langhaus und Chor werden von Segmentbogentonnen überspannt und sind mit sparsam gesetzten Stuckaturen von Hieronymus Moosbrugger akzentuiert. Die zweigeschoßige Empore im Eingangsjoch wird von zwei monumentalen Pfeilern getragen.

## Ausstattung
Die Deckenmalereien schuf Johann Endfelder 1843. Sie sind am Vorbild Josef Schöpfs orientiert und zeigen im Chor die Verehrung der Eucharistie, im Langhaus die Himmelfahrt Mariens und die hl. Cäcilia. Die klassizistischen Altäre wurden vom Bildhauer Franz Xaver Renn entworfen und durch Peter Paul Gritsch 1834/35 ausgeführt. Die Altarbilder stammen vom Brixner Maler Josef Erler, die Reliefs der Aufsätze von Josef Falbesoner. Auch die Kanzel und das Relief des Tabernakels wurden vermutlich von Franz Xaver Renn geschaffen. Die Kreuzwegstationen malte Josef Anton Stecher.

## Glocken
Das Geläute der Pfarrkirche von Sautens besteht aus vier Glocken, die allesamt in der Glockengießerei Grassmayr in Innsbruck gegossen wurden.
Die Stimmung der Glocken lautet:
e1 gis1 h1 cis2
Alle Glocken wurden im Jahre 1951 gegossen. 
Vor dem Zweiten Weltkrieg gab es sogar noch eine größere Glocke, die im Ton cis1 erklang. 
Sie wurde aber nach dem Zweiten Weltkrieg nicht mehr neu gegossen, unter anderem auch aus finanziellen Gründen.